# 極速追殺令
是一部於2001年上映法國喜劇動作片。

## 剧情
一位變裝皇后在夜店裡性感熱舞，逗得其他客人樂不可支，突然被法國警探亞伯·菲奧倫蒂尼一拳打在臉上。亞伯·菲奧倫蒂尼把她銬上手銬拖出夜店，還毆打那些想靠近救她或阻礙他離開的客人。不幸的是，其中一位客人剛好是局長的兒子。
亞伯·菲奧倫蒂尼因為這種暴力又不按牌理出牌的辦案方式，被上頭嚴厲斥責，並被迫帶薪休假。儘管他辦案成功率高，生活看起來挺爽的——打擊犯罪、打高爾夫球，還有一位美女（蘇菲亞）對他青睞有加——但他始終忘不了自己唯一真愛的美子，一位19年前認識的日本女間諜。當他接到她過世的消息後，被她的律師石橋召喚到日本，參加遺囑宣讀。
石橋告訴亞伯·菲奧倫蒂尼，他繼承了吉堂由美的監護權，她是一位火爆、可愛又古靈精怪的日法混血少女，他得負責照顧她直到兩天後她成年（日本的成年年齡是20歲）。吉堂由美一直被灌輸自己是媽媽被強暴後生下並拋棄的結果，所以她痛恨那位不知名的爸爸。亞伯·菲奧倫蒂尼意識到吉堂由美就是自己的女兒，但他沒告訴她，因為她很可能會逃離他。
亞伯·菲奧倫蒂尼發現證據顯示美子是遭人謀害。他查出美子從黑道組織那兒偷了一筆鉅款，這筆錢現在註定要在吉堂由美成年後給她。亞伯·菲奧倫蒂尼找來老同事莫里斯幫忙，他是前情報人員，現在住在東京。莫里斯協助調查美子的死因，並保護吉堂由美免遭黑道毒手，還提供亞伯·菲奧倫蒂尼兩個裝滿武器的金屬手提箱。黑道試圖在遊樂場攻擊吉堂由美，但亞伯·菲奧倫蒂尼早就盯上他們的位置，把他們全幹掉。
後來，吉堂由美發現亞伯·菲奧倫蒂尼就是她爸，因為她被黑道抓走。他們把她帶走，並準備處決亞伯·菲奧倫蒂尼時，他用高爾夫球砸暈那些要殺他的傢伙，然後在近身肉搏中解決剩下的人。在前情報同事的幫助下，亞伯·菲奧倫蒂尼和莫里斯從綁匪手中救出吉堂由美——他們預先把銀行員工和客戶全換成自己人，等綁匪試圖從吉堂由美的銀行帳戶提錢時發動救援。黑道老大本來想和亞伯·菲奧倫蒂尼談價錢，但亞伯·菲奧倫蒂尼表示吉堂由美的錢已經轉到他的帳戶。人財兩失的黑道老大決定魚死網破，在救援過程中爆發槍戰，黑道全被亞伯·菲奧倫蒂尼一個人幹掉，好人這邊毫髮無傷。
經歷這場風波後，亞伯·菲奧倫蒂尼搭機飛回法國，他答應吉堂由美一個月後會回來。但就在飛機起飛前，一群海關人員走進機艙，手裡拿著兩個熟悉的金屬手提箱，詢問箱子的主人是誰。

## 演員
- 尚·連奴：飾亞伯·菲奧倫蒂尼（Hubert Fiorentini）

- 廣末涼子：飾 吉堂由美（Yumi Yoshimido）

- 艾米歇爾·穆勒（英语：Michel Muller）：飾 莫里斯 （Maurice "Momo"）

- 卡洛·波桂：飾 蘇菲亞 （Sofia）

## 外部連結
- 互联网电影数据库（IMDb）上《極速追殺令》的资料（英文）
- 爛番茄上《極速追殺令》的資料（英文）
- Box Office Mojo上《極速追殺令》的資料（英文）